# Жертвопринесення
Жертвоприне́сення, також жертвоприно́шення, приноси або просто же́ртва (грец. thyma, thysia) — релігійний обряд уласкавлення та вшанування богів, духів, душ померлих предків різними дарами. В основі жертвопринесення лежить релігійне уявлення про те, що в людське життя втручаються надприродні сили. Обряд цей набирав інколи жорстоких форм: принесення в жертву людей, зокрема дітей.
Історія жертвопринесення йде з давніх часів.
Коли люди помітили, що жінка може народжувати тільки після того, як у неї з'явиться перша менструація (тобто піде кров), кров тварин та людей почали приносити в дар богам, проливаючи її на землю, вважаючи, що цим поліпшать родючість землі.